# Maria von Sizilien
Maria (* 1362; † 25. Mai 1401 in Lentini), Königin von Sizilien, Herzogin von Athen und Neopatria, war die Tochter und Erbin von König Friedrich III. dem Einfältigen. Da sie beim Tod ihres Vaters 1377 noch sehr jung war, stand sie unter der Regentschaft von vier Adelsfamilien, die sich selbst als Vikare (Consiglio dei quattro Vicari ≃ Rat der vier Stellvertreter) bezeichneten.
1390 wurde Maria nach Aragón gebracht, wo sie Martin den Jüngeren heiratete, den Neffen von Johann I. von Aragón. 1392 kehrten Martin und Maria mit militärischer Unterstützung zurück nach Sizilien, schlugen die opponierenden Barone, und regierten anschließend gemeinsam bis zu Marias Tod 1401. Martin berief sich nun auf den Vertrag von 1372 und regierte das Land alleine.